# Ctenota
Ctenota is een vliegengeslacht uit de familie van de roofvliegen (Asilidae).

## Soorten
- C. armeniaca Paramonov, 1930
- C. asiatica Lehr, 1964
- C. brunnea Theodor, 1980
- C. coerulea (Becker in Becker & Stein, 1913)
- C. efflatouni (Engel, 1925)
- C. halophila Lehr, 1964
- C. molitrix Loew, 1873